# Herbert Johansson (handbollstränare)
Herbert Johansson, född 23 mars 1908, död 7 maj 1976, var en svensk handbollstränare. Han var den första förbundskapten för Sveriges herrlandslag i handboll, då han tillträdde inför stundande inomhus-VM 1938 i Tyskland. Tidigare hade han varit förbundssekreterare i Svenska Handbollförbundet. Han behöll uppdraget fram till 1948.

## Meriter
- VM-brons inomhus 1938
- 4:a vid Utomhus-VM 1938